# 4822 Karge
4822 Karge eller 1986 TC1 är en asteroid i huvudbältet som upptäcktes den 4 oktober 1986 av den amerikanske astronomen Edward L.G. Bowell vid Anderson Mesa Station. Den är uppkallad efter Orville B. Karge.
Asteroiden har en diameter på ungefär 4 kilometer.